# Villa Vil
Villa Vil è una città argentina del dipartimento di Belén, nella provincia di Catamarca.